# Mostowski-Palast

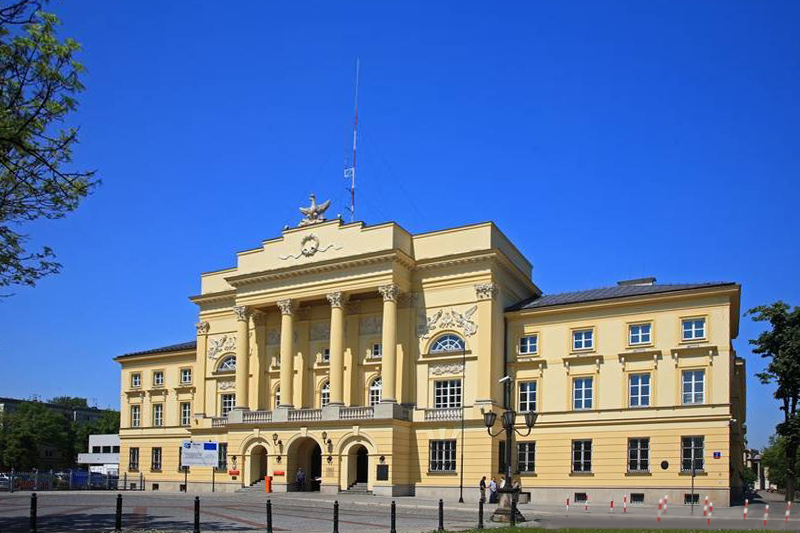
Frontfassade des Palastes mit dem im Jahr 2006 wieder montierten polnischen Adler auf der Attika des Portikus

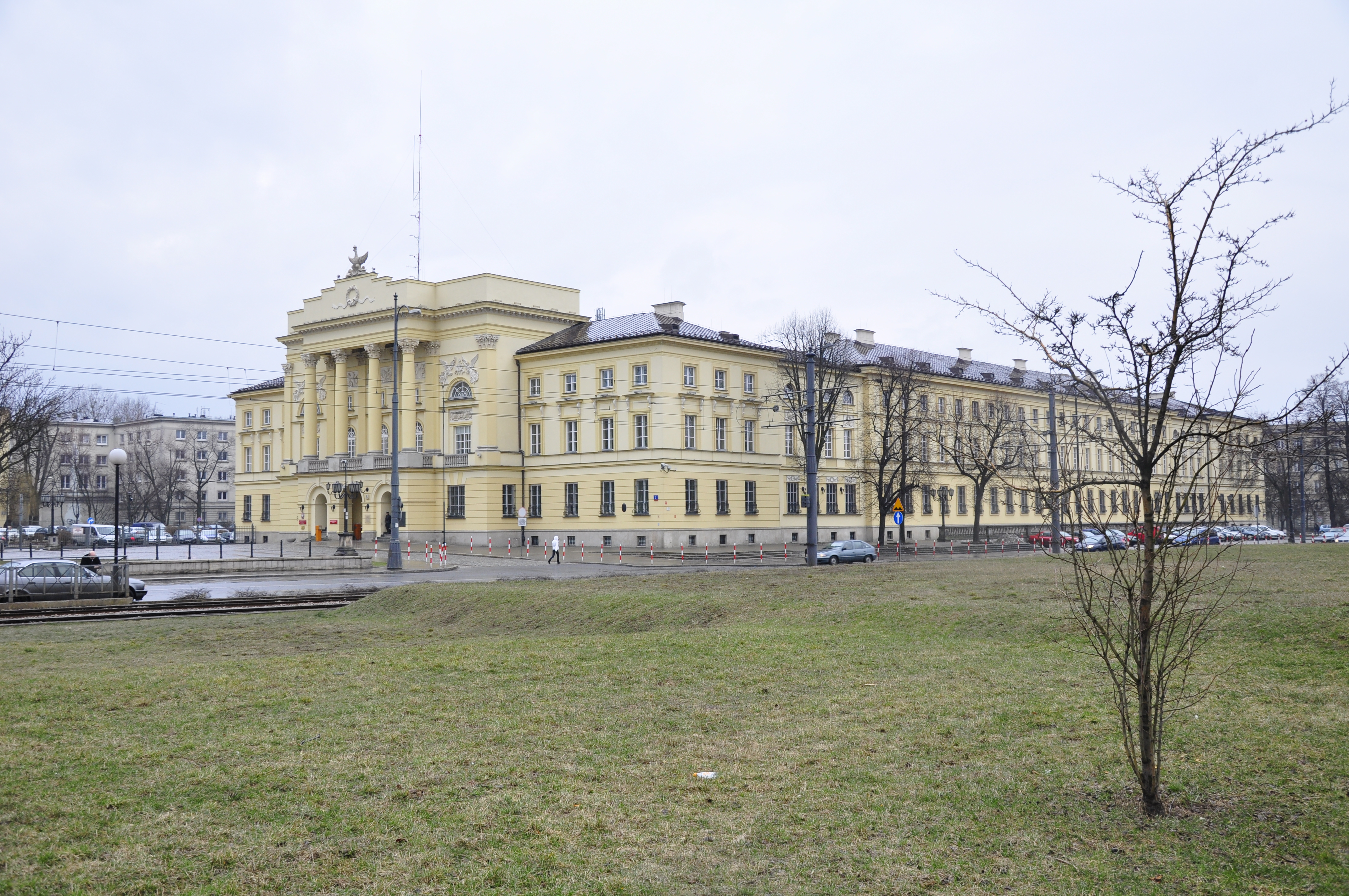
Blick vom Südosten, im Vordergrund die befahrene Ulica Generała Władysława Andersa

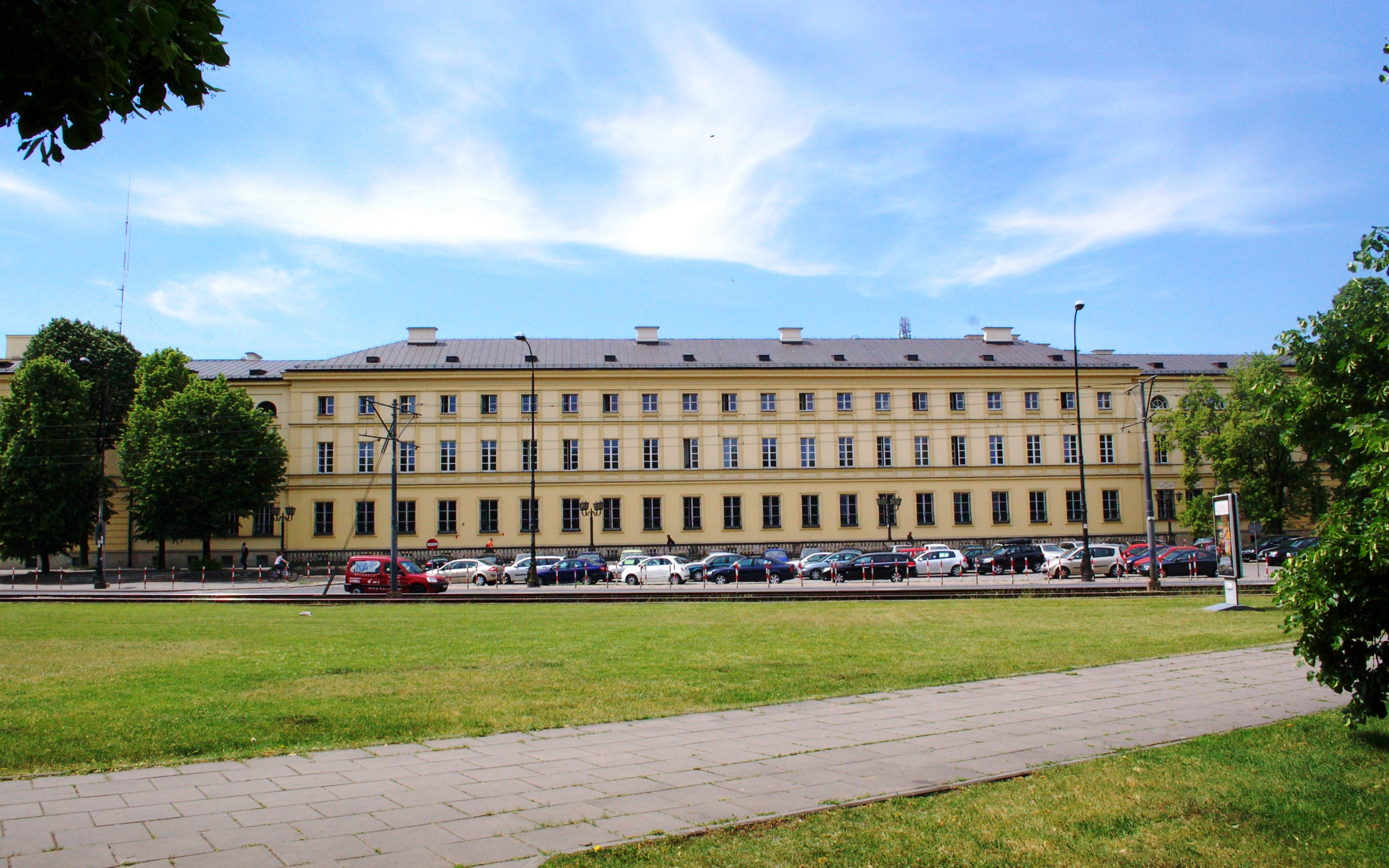
Der Nordostflügel des Palastes

Der Mostowski-Palast (Polnisch: Pałac Mostowskich) ist ein klassizistischer Palast aus dem 18. Jahrhundert in Warschau. Er liegt an der Ulica Nowolipie 2 (Vorkriegsanschrift: Ulica Nowotki 15 oder Ulica Przejazd 15) im Muranów. Hier befindet sich heute der Sitz des Warschauer Polizeipräsidiums.

## Geschichte
Soweit bekannt, wurde etwa 1735 an der Stelle des heutigen Palastes ein zweigeschossiges ländliches Herrenhaus für den Architekten Johann Sigmund Deybel von Hammerau errichtet. Um 1750 wurde das Gebäude unter den Eigentümern Adam Poniński und folgend Adam Brzostowski mit Flügelgebäuden zu einem Palast erweitert. Etwa im Jahr 1762 wurde dieser Palast sowie ein anliegendes Grundstück dann von Jan Hilzen, einem Wojewoden von Minsk erworben. Unter ihm wurde der Palast erneut – im barocken Stil – erheblich erweitert. Diese Baumaßnahmen erstreckten sich bis zum Tode des Eigentümers im Jahr 1767. Im Zuge der Erbfolge fiel der Palast 1795 an einen Enkel Hilzens, den Kastellan von Raciąż, Tadeusz Mostowski. Während der 27 Jahre im Besitz Mostowskis wurde der Palast zu einem Treffpunkt der kulturellen und politischen Elite Warschaus. Neben literarischen und musikalischen Salons betrieb Mostowski hier ab 1802 eine Druckerei mit Verlag, eigens für die er Druckmaschinen aus dem Ausland heranschaffen ließ. Hier wurden unter anderem Werke der Dichter Jan Kochanowski, Adam Naruszewicz und Julian Ursyn Niemcewicz verlegt.

### Behördensitz
Im Jahr 1822 verkaufte Mostowski den Palast an die Regierung des Königreichs Polen. Unter Leitung von Antonio Corazzi ließ die das Objekt von 1823 bis 1824 grundlegend im klassizistischen Stil zum Sitz der Regierungskommission für Innere Angelegenheiten und der Polizei (Komisji Rządowej Spraw Wewnętrznych i Policji) umbauen. Die von Corazzi entworfene Fassade wird von einem monumentalen Mittelrisalit geprägt, dem ein Portikus mit abschließendem Dreiecksgiebel auf vier korinthischen Säulen vorangestellt ist. Dieser Portikus ruht seinerseits auf einem mit drei Arkadenbögen ausgeschmückten Untergeschoss. Der Risalit ist mit Flachreliefs (wahrscheinlich von Paweł Maliński und Aleksander Jan Konstant Norblin) verziert. Fryderyk Chopin soll hier einige Konzerte gegeben haben.
Nach dem polnischen Novemberaufstand wurde der Palast ab 1831 von der russischen Armee genutzt. Der polnische Adler auf der dem Portikus aufgesetzten gestuften Attika wurde entfernt. In der Anfangszeit wurden hier aufwändige russisch-kaiserliche Ehrentage gefeiert, so am 4. Mai 1834 die Volljährigkeit des Thronfolgers Alexander II. Etwa gegen 1864 wurde hier das vormals in der Warschauer Wolhynien-Kaserne stationierte Leibgarde-Infanterie-Regiment „Wolhynien“, das zur 3. Infanterie-Garde-Division gehörte, kaserniert.
Von 1918 an diente der Palast als Warschauer Generalstabsquartier (Dowództwo Okręgu Generalnego Warszawa), welches 1921 in Bereichsleitung I. Corps (Dowództwo Okręgu Korpusu I) umbenannt wurde. In den Jahren 1926 und 1927 erfolgte eine grundlegende Sanierung des während der Nutzung der russischen Armee verkommenen Gebäudes unter Leitung von Aleksander Sygietyński; später wurden hier verschiedene städtische Behörden untergebracht.

### Krieg und Nachkriegszeit
Beim Angriff auf Warschau zu Beginn des Zweiten Weltkriegs wurde der Nordostflügel des Palastes von Bomben getroffen und brannte aus. Während und nach dem gescheiterten Warschauer Aufstand wurde der Palast von deutschen Einheiten zu 80 % zerstört; nur die Fassade blieb bestehen. Als eines der ersten Objekte wurde der Palast 1949 nach Entwürfen von Zygmunt Stępiński und Mieczysław Kuzma wiederaufgebaut. Es wurde zum Sitz der Hauptstadt-Kommandantur der Bürgermiliz (Komendy Stołecznej Milicji Obywatelskiej) bestimmt. Dazu wurden neue Kellerräume angelegt, in denen Gefängniszellen eingerichtet wurden. Der Ballsaal wurde liquidiert.
Von 2005 bis 2006 wurde das Gebäude erneut saniert und erhielt auch neue Kupferdächer. Auf der Portikus-Attika wurde der von russischen Machthabern entfernte Adler von 1823 – allerdings ohne Zepter – rekonstruiert. Heute befindet sich im Palast der Sitz der Warschauer Polizeikommandantur (Komenda Stołeczna Policji).